# ENFOS
ENFOS公司 是一家跨国软件公司，总部在圣马刁 (加利福尼亞州)。公司开发的软件解决方案，可以使与环境责任管理，公开披露标准（如ASC410, ASC450,和国际财务报告准则IAS 37），公司治理和环境法规（如CERCLA超级基金、RCRA、棕地和国家清理项目）相关的成本降到最低。
ENFOS 软件即服务 (SaaS)是基于网络的解决方案，为客户提供管理数据、文件、业务、工作流、可视化以及与环境修复相关核心流程报表，回收利用和资产报废所需的技术，包括供应链管理、采购到支付、成本回收、审计、场地与项目管理、财务计划与预算、环境数据管理、文件管理以及监管要求的资产合规。

## 公司概况
ENFOS的总裁兼首席执行官 Craig Modesitt 于2000年10月创立了该公司。Farid Dibachi（Wavetron Microsystems, Diba, 以及Arzoon的董事会成员、创立人）在财务上支持了该公司的成立。现在的执行副总裁兼首席营运官 Roger Well  在2001年加入公司。现在的副总裁兼首席技术官 Sandeep Digra同样也是2001年加入公司。
除了北美和欧洲的客户，ENFOS 在2012年和北京首钢自动化信息技术（首钢集团旗下企业）签署了协议，授权其成为ENFOS软件在中国的分销商。该合作关系包括为中国用户开放定制功能的软件。
ENFOS通过了美国SAP实验室的SAP Netweaver XI/PI认证，并是SAP的PartnerEdge项目成员。
自2010年开始，ENFOS每年主办为期两天的“ENFOS体验”大会。大会汇聚了环境分析行业和咨询的专家分享各自与ENFOS解决方案相关的做法和案例。
除了位于美国加州圣马特奥的总部，ENFOS还有两个办公室在美国伊利诺伊州內珀維尔以及中国北京。

## 客户
ENFOS客户范围广泛，遍布石油天然气、化工、制造、公用事业、铁路及便利店等各种行业部门，包括太平洋煤电公司, 加拿大国家铁路公司,, BP, 道达尔, 康菲公司, 瓦莱罗能源, NuStar, 和 RACER Trust.
ENFOS的客户基本都被要求依循财务会计标准委员会制定的美国证券交易委员会法规, 会计准则编纂ASC 410资产报废义务，环境责任及ASC 450环境责任损失。非美国客户也要遵循国际会计准则IAS第37号—准备，或有债务和或有资产。